# 九張犁 (烏日區)
九張犁，是臺灣臺中市烏日區的一個傳統地域名稱，位於該區北部。相較於今日行政區，其範圍大致包括九德里、仁德里不含西南端、烏日里東南部（由新興路13巷、五光路1000巷及麻園頭溪圍起來的區域）。

## 歷史
台灣清治末期至日治初期，九張犁地區為一街庄，稱為「九張犁庄」，隸屬於藍興堡。該庄北與下楓樹腳庄為鄰，東北與番婆庄為鄰，東與樹仔腳庄、頭前厝庄為鄰，南邊為阿密哩庄，西邊為烏日庄。
1901年（日治明治三十四年）11月，全台廢縣廳改設二十廳，該庄隸屬於臺中廳。1903年（明治三十六年）6月，該庄編入「樹仔腳區」，隸屬於臺中廳。1909年（明治四十二年）10月，合併二十廳為十二廳，該庄改編入「烏日區」，仍隸屬於臺中廳。1920年（大正九年），全台地方制度大改正，廢十二廳改設五州二廳，該庄改制為「九張犁」大字，隸屬於臺中州大屯郡烏日庄。
戰後烏日庄改制為烏日鄉，隸屬於臺中縣，大字亦改制為村。1950年10月，中、彰、投分治，烏日鄉仍隸屬臺中縣。2010年12月，臺中縣市合併為直轄臺中市，烏日鄉改制為烏日區，村亦改制為里。

## 聚落
本地區發展較早的聚落為九張犁，在日治期初期的官方地圖上已有記載。

## 交通
台鐵山線大致以東北—西南走向轉東北東—西南西走向經過本地區北部近邊界地帶。境內未部站，東北側最近的是大慶車站，西南側最近的是烏日車站，均屬簡易站，僅停靠區間車。由此等可前往台鐵沿線各站。
省道台1乙線（中山路一段、新興路）是大雅至王田的幹道，大致以東北東—西南西走向蜿蜒經過本地區中部。由該道路向東北東可前往台中市區西部、北屯西部、西屯東北端、大雅並止於省道台10線路口，向西南西可前往烏日市區、朥(月胥)與王田交界處並止於省道台1線路口。
台中捷運綠線設有九張犁站。

## 學校
- 明道中學
- 光德國中
- 九德國小
- 僑仁國小